# متتانولی
متتانولی (به لاتین: Meththanveli) یک منطقهٔ مسکونی در سری‌لانکا است که در استان شمالی (سری‌لانکا) واقع شده‌است.